# Suore di Nostra Signora della Mercede del Divin Maestro
Le Suore di Nostra Signora della Mercede del Divin Maestro (in spagnolo Hermanas de Nuestra Señora de la Merced del Divino Maestro) sono un istituto religioso femminile di diritto pontificio.

## Storia
La congregazione fu fondata nel 1889 a Buenos Aires da Antonio Rasore insieme con Sofia Bunge. La prima filiale fuori Buenos Aires fu aperta nel 1894.
L'istituto ricevette il pontificio decreto di lode l'11 ottobre 1950.

## Attività e diffusione
Le suore si dedicano all'educazione e all'istruzione cristiana della gioventú in scuole, collegi e orfanotrofi.
Oltre che in Argentina, sono presenti in Uruguay; la sede generalizia è a Buenos Aires.
Alla fine del 2015 l'istituto contava 13 religiose in 7 case.